# برايغو
برايغو هو تصميم لطابعة برايل. يستخدم الإصدار 1.0 من برايغو مجموعةليجو مايندستورمز اي في 3، والتي تحتوي على معالج دقيق ومكونات متنوعة مثل المحركات الكهربائية، والمستشعرات، والمشغلات. تم تصميم برايغو 1.0 من قبل شوابهام بانيرجي، البالغ من العمر 13 عامًا، في كانون الثاني سنة 2014 كمشروع لمعرض العلوم للصف السابع.
استند النموذج إلى "بلوتر"، وهو نموذج إضافي صدر مع مجموعة إي ڤي 3 وصممه في الأصل رالف هيمبل. وقد قُدّر سعره بنحو 350 دولارًا أمريكيًا أو 250 يورو لمجموعة ليغو مايندستورمز وبعض المعدات الإضافية الشائعة، في حين تبدأ أسعار طابعات برايل التقليدية من نحو 1,900 دولار أمريكي.
في شهر آب سنة 2014، تم تأسيس شركة جديدة باسم "برايغو لابز" في بالو ألتو، كاليفورنيا. ونظرًا لأن شوابهام بانيرجي كان قاصرًا، فقد تم تسجيل والدته ماليني كرئيسة للشركة، بينما قامت شركة المحاماة "إنفينتوس لو" بدور المستشار القانوني.
في 9 أيلول سنة 2014، وخلال منتدى مطوري إنتل، عرض بانيرجي إصدار "برايغو 2.0". وحتى شباط سنة 2018 على الأقل، لم يتم إصدار المنتج رسميًا، ولم تُنشر أية إعلانات رسمية منذ سنة 2018.

## المخترع

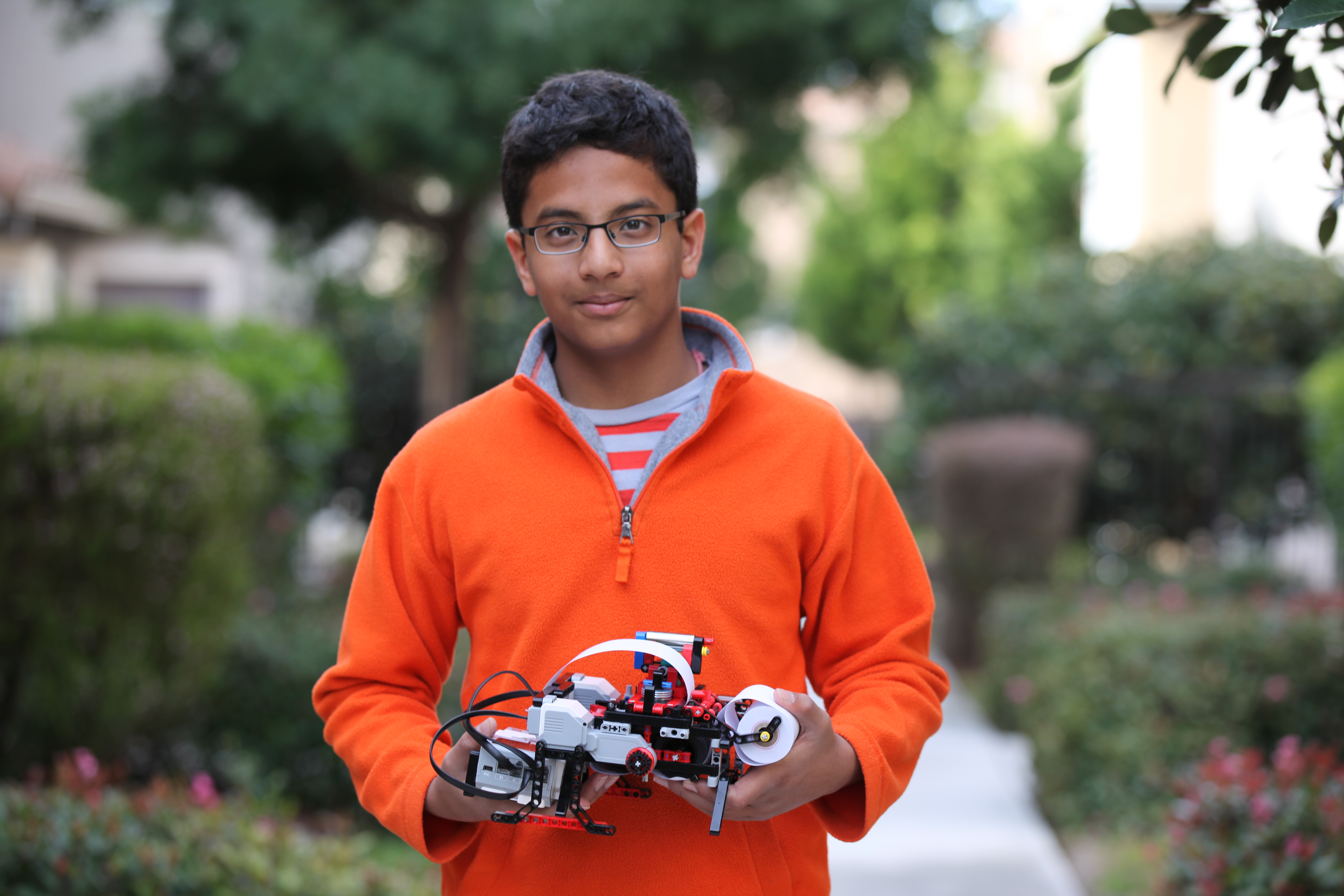
المخترع Shubham Banerjee مع Braigo v1.0

وُلد شوابهام بانيرجي في هاسيلت، بلجيكا. انتقلت العائلة إلى سان خوسيه، كاليفورنيا، عندما كان في الرابعة من عمره. ثم انتقل لاحقًا إلى سانتا كلارا، كاليفورنيا، وأكمل تعليمه الابتدائي في مدرسة دون كاليخون. التحق لاحقًا بأكاديمية ماغنوليا للعلوم في سانتا كلارا لبضعة أشهر، ثم انتقل إلى مدرسة تشامبيون في سان خوسيه للمرحلة المتوسطة. يعيش حاليًا في سانتا كلارا، كاليفورنيا، مع والديه وأخته الكبرى.

## برايجو الإصدار 1.0

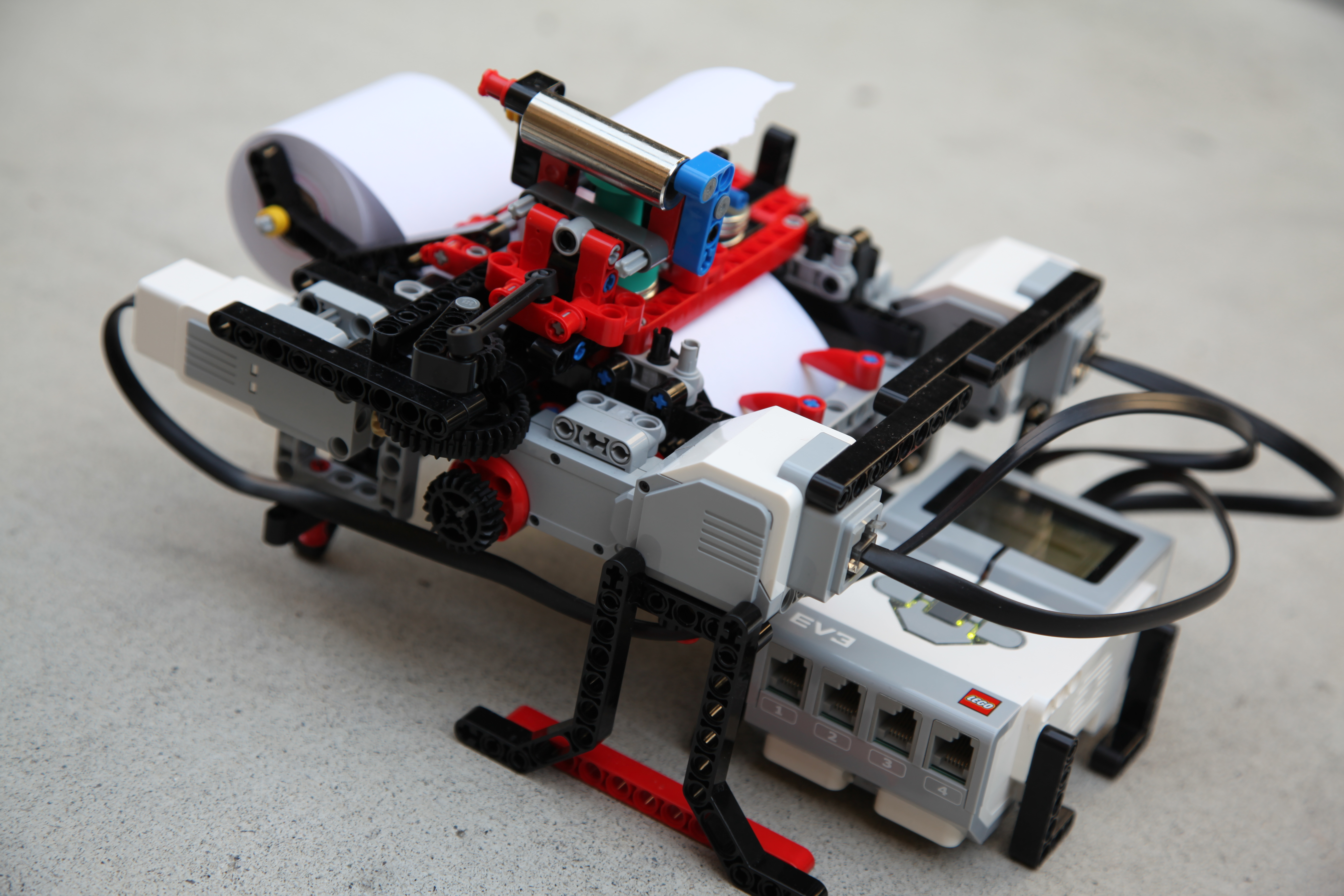
برايغو - طابعة برايل مع ليغو مايندستورمز EV3

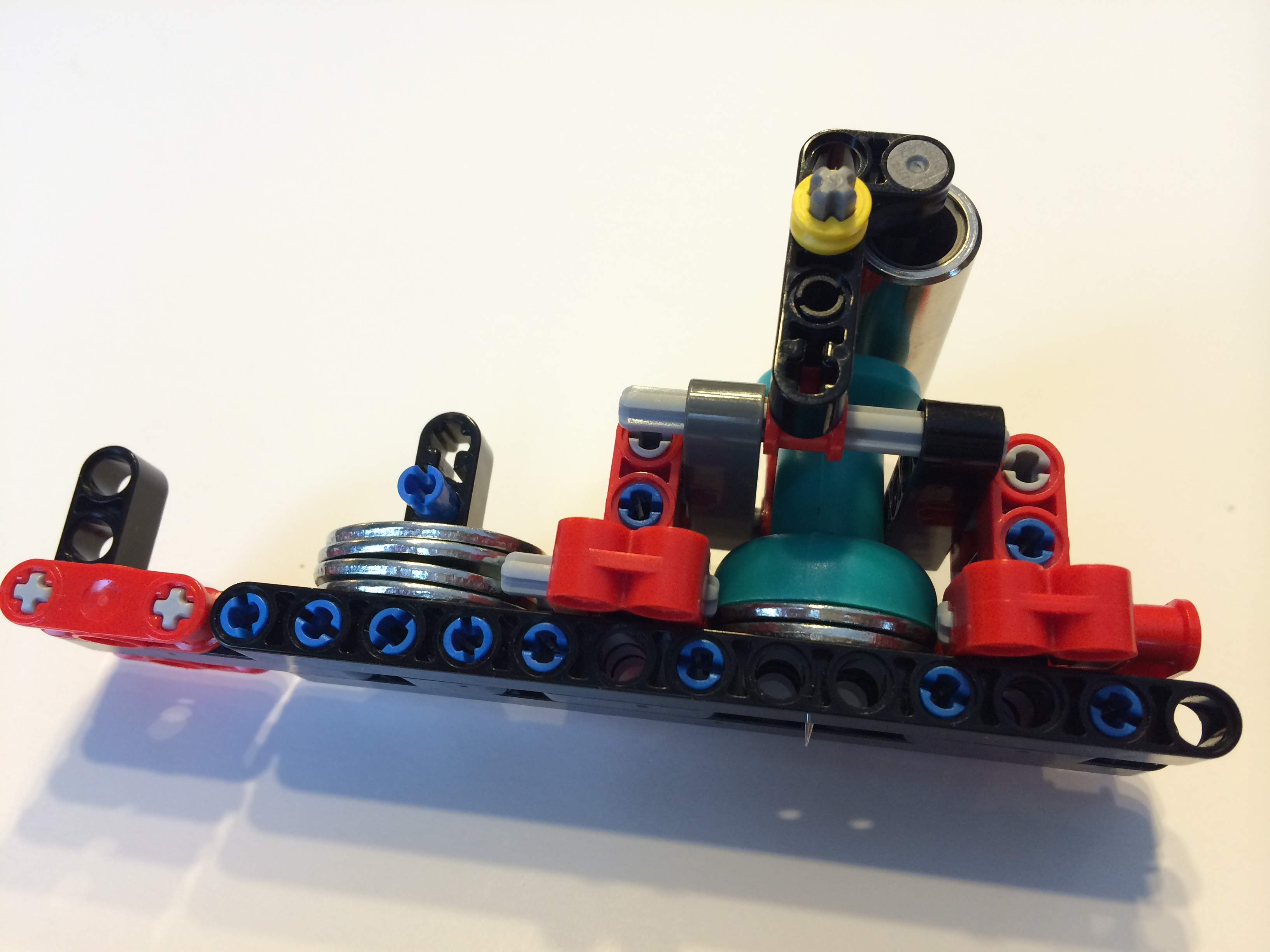
رأس طباعة برايل من برايجو

بكلمات بانيرجي نفسه، من الملخص المُقدَّم في معرض ساينوبسيس للعلوم:
التحديات المتعلقة بالتقنيات المساعدة المتوفرة حاليًا تتمثل في أنها إما باهظة الثمن أو يصعب الحصول عليها من قبل الأشخاص العاديين دون دعم حكومي أو من منظمات غير ربحية. وفقًا لتقارير منظمة الصحة العالمية، هناك ما يُقدَّر بـ 285 مليون شخص من ذوي الإعاقات البصرية في جميع أنحاء العالم، ويعيش 90٪ منهم في الدول النامية. حاليًا، يبلغ سعر طابعة برايل أكثر من 2000 دولار للنموذج الأساسي، وهذا يعني أن ملايين الأشخاص في العالم وصولهم محدود جدًا. إذا تمكنا من خفض التكلفة إلى ما دون 500 دولار، فإن ذلك يمثل انخفاضًا بنسبة 75٪.
ولتوفير إمكانية تجميع وصنع طابعة برايل بسهولة للجماهير، فإن قدرة "اصنعها بنفسك" هي المفتاح. يجب أن تكون المكونات متاحة في المتاجر أو عبر الإنترنت من مواقع موثوقة لتسهيل اعتمادها. معظم الطابعات تعمل باستخدام الإحداثيات X (لتحريك رأس الطباعة)، وY (لدفع الورق)، وZ (للطباعة أو عدمها). ويجب أن تكون الطابعة مدمجة وسهلة الفهم.
الهندسة كتخصص هي تطبيق المعرفة العلمية والاقتصادية والاجتماعية والعملية لتصميم وبناء وصيانة وتحسين الهياكل والآلات والأجهزة والأنظمة والمواد والعمليات.
في هذا المشروع، اعتمدت على حبي للِّيغو ومجموعة الروبوتات مايندستورمز إي ڤي 3 المتوفرة لبناء طابعة برايل بنظام "اصنعها بنفسك"، وقمت ببرمجة الجهاز للطباعة بطريقة برايل.
عملت تحت قيود أن تكون جميع الأجزاء من مجموعة واحدة، وربما بعض الإضافات زهيدة التكلفة.
بعد دراسة لغة برايل، فهمت أن الشخص الكفيف يستخدم أطراف أصابعه لتحسس النتوءات على الورق والتي تتكون من تركيبات من 6 نقاط. فإذا استطعنا إنشاء طابعة تقوم بعمل ثقوب على الورق كصورة معكوسة للحرف، فعند قلب الصفحة يمكننا قراءة الحروف بطريقة برايل.
استخدمت مفاهيم النماذج الأولية السريعة، حيث قمت بتجربة عدة نماذج وبرمجتها لرؤية ما إذا كنت سأحصل على النتيجة المرجوة. اضطررت لبناء وتفكيك 7 نماذج مختلفة قبل الاستقرار على النموذج النهائي الذي استطاع طباعة النقاط الست بالتسلسل المطلوب وفقًا لمعايير برايل، ثم قمت ببرمجة الحروف A-Z.
استخدمت ورقًا عاديًا من نوع أوراق الآلة الحاسبة لإثبات الفكرة.
قمت باختبار نسختي 1.0 من برايغو والتحديثات البرمجية المحتملة لتحسين النسخة القادمة 2.0 في مركز وادي سانتا كلارا للمكفوفين في سان خوسيه، وكذلك مع هوبي ويدلر في مختبره في جامعة كاليفورنيا في ديفيس.
أستطيع القول إن النموذج الأولي لإثبات الفكرة قد نجح، وتقديمي لتعليمات البناء والبرمجيات كمصدر مفتوح سيوفر حلًا منخفض التكلفة لمجتمع المكفوفين.
حققت انخفاضًا بنسبة 82٪ في التكلفة وقد غمرتني ردود الفعل المشجعة من كل من المبصرين والمكفوفين على حد سواء!
برايغو 1.0 كمصدر مفتوح
كما أُعلن في مقابلة مع شبكة سي إن إن وغيرها، قرر بانيرجي إتاحة التصميم والبرمجيات مجانًا.
قال في برنامج على شبكة إن بي سي: "أعتقد أنني أقوم بشيء يمكنه فعلاً مساعدة الناس".
وقد حمّل تعليمات البناء على قناته في يوتيوب، كما نشر ملف المشروع البرمجي بصيغة .ev3 على صفحة مجتمع ليغو مايندستورمز إي ڤي 3.
قال أيضًا: "أعتقد أن ظهور برايغو في الأخبار سيلهم الآخرين، وسيكون المستفيدون هم الأشخاص المكفوفون. وهذا أمر جيد للإنسانية".
جميع تفاصيل التنزيل والبناء متوفرة على الإنترنت، كما نُشرت تعليمات تفصيلية حول كيفية بناء برايغو في مجلة ميكزين.

## برايجو الإصدار 2.0

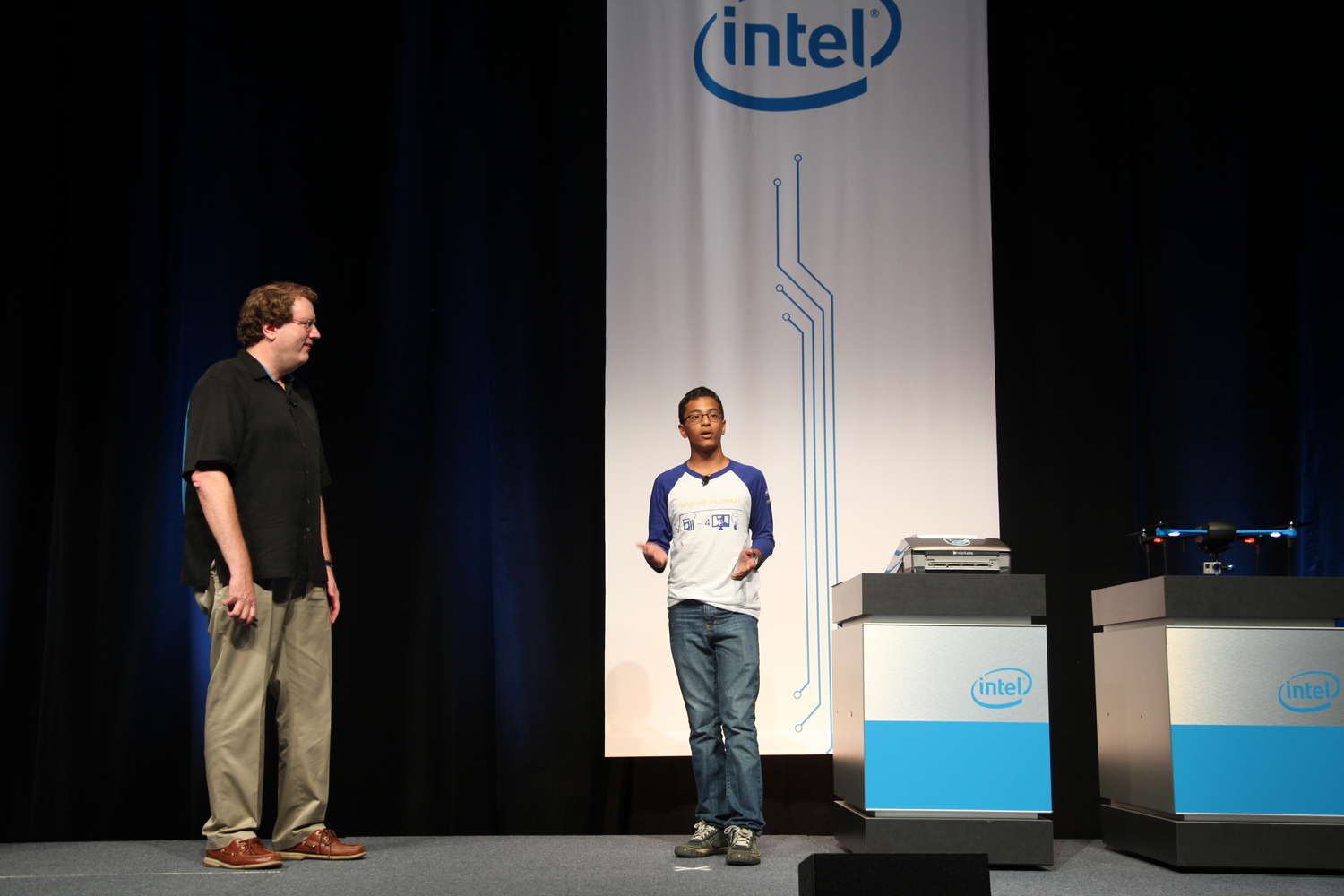
بانيرجي على خشبة المسرح مع مايك بيل، نائب الرئيس والمدير العام لشركة إنتل - مجموعة الأجهزة الجديدة، في الخطاب الرئيسي في مؤتمر IDF14 الذي يعرض Braigo v2.0

في 9 أيلول سنة 2014، وخلال جلسة كبرى في منتدى مطوري إنتل بعنوان "الثورة القادمة في الحوسبة: إيديسون، والأجهزة القابلة للارتداء، والأجهزة الجديدة"، وبمشاركة نائب رئيس شركة إنتل والمدير العام مايك بيل، عرض بانيرجي برايغو 2.0.
يُتوقع من برايغو 2.0 أن يكون أول طابعة برايل استهلاكية في العالم منخفضة التكلفة، وصامتة، وخفيفة الوزن، وموصولة بشبكة الإنترنت. ويُقال إنها تحتوي على تقنيات جديدة قيد الحصول على براءة اختراع، إلى جانب شريحة إيديسون من إنتل المتصلة بلوحة تطوير.
بعد إصدار برايغو 1.0، كان من الطبيعي لبانيرجي، بناءً على تعليقات المجتمع الكفيف، أن يعمل على نسخة استهلاكية حقيقية يمكن شراؤها مباشرة من الأسواق.

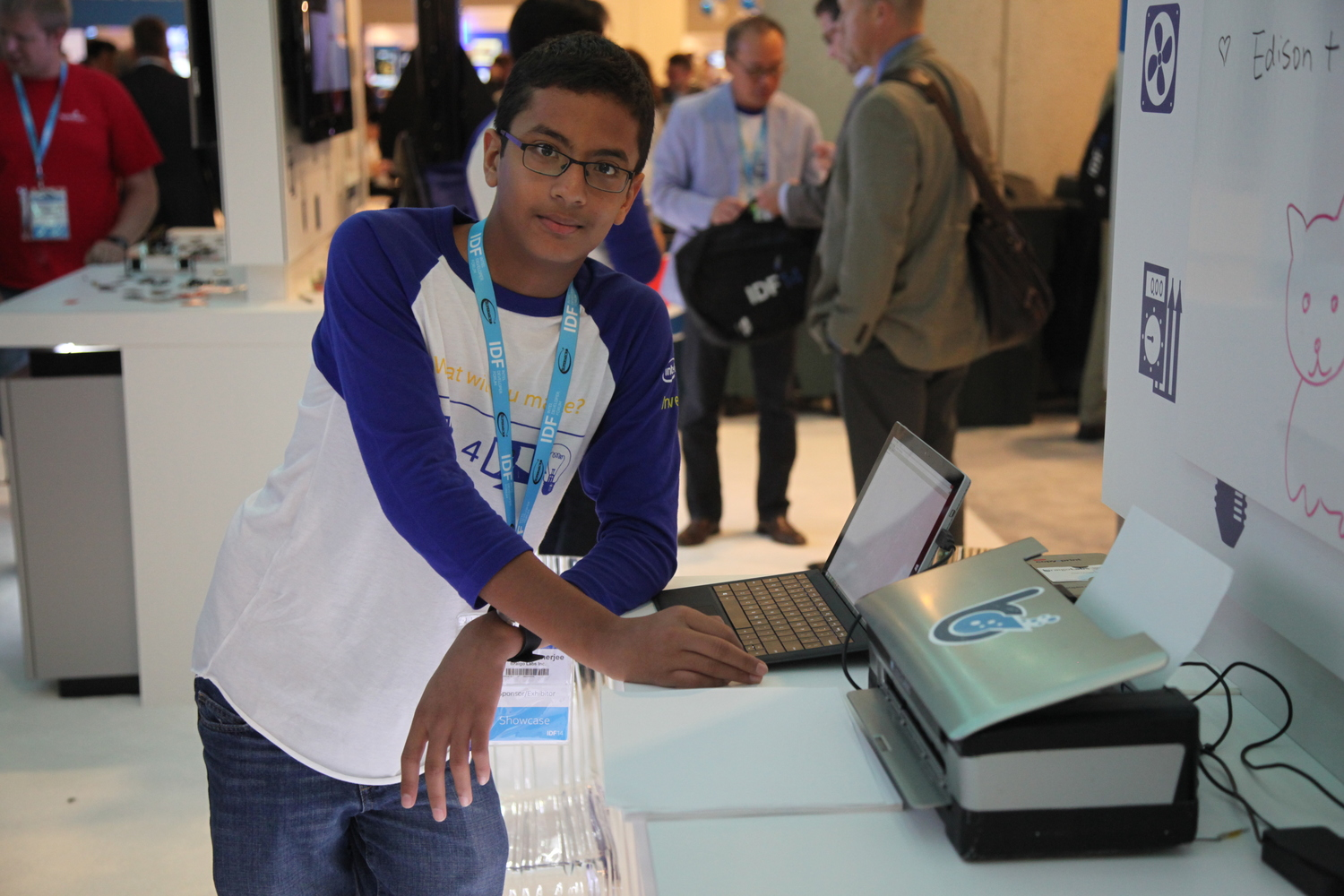
بانيرجي مع برايجو v2.0 في IDF14

## تحويل المستندات إلى لغة برايل على الشريحة
في كلمة ألقاها في مهرجان الحرم الجامعي في ساو باولو، البرازيل، في شباط سنة 2015، عرض شوابهام بانيرجي طريقة جديدة لتحويل المستندات إلى برايل دون الحاجة إلى تثبيت برمجيات على الحاسوب.
تقوم التقنية على تحميل أي مستند من الحاسوب إلى ذاكرة شريحة إيديسون من إنتل، وهي العقل المدبر لطابعة برايغو.
الفكرة وراء هذه الطريقة الجديدة هي تقليل تكلفة امتلاك طابعة برايغو دون الحاجة لشراء برمجيات تحويل خاصة بنظام برايل.

## الجوائز والتكريمات
| السنة | الجائزة                                                               | الجهة المانحة                                                                                            |
| ----- | --------------------------------------------------------------------- | --- |
| 2015  | قادة الجيل القادم في العلوم والتكنولوجيا والهندسة والرياضيات سنة 2015 | أخبار الولايات المتحدة                                                                                   |
| 2015  | جائزة الاختراع سنة 2015                                               | العلوم الشعبية                                                                                           |
| 2015  | قائمة أفضل 20 شخصًا تحت سن 20                                          | ڤيكانس أفيير                                                                                             |
| 2015  | قائمة أفضل 40 شخصًا تحت سن 40                                          | مجلة وادي السيليكون للأعمال                                                                              |
| 2014  | الفائز بجائزة نومينت ترست 100                                         | نومينت ترست                                                                                              |
| 2014  | جائزة الابتكار التكنولوجي للسنة                                       | المراجعات الموثوقة (تايم المملكة المتحدة)                                                                |
| 2014  | الذكرى الخامسة والعشرون لاتفاقية حقوق الطفل                           | منشور اليونيسف (الرقم الدولي المعياري للكتاب: 978-92-806-4780-8) "إعادة تصور المستقبل: الابتكار لكل طفل" |
| 2014  | شهادة تقدير                                                           | عضو جمعية ولاية كاليفورنيا بوب ويكوسكي                                                                   |
| 2014  | الأفضل في أمريكا                                                      | ريدرز دايجست                                                                                             |
| 2014  | الفائز بجائزة مؤسسة ساينوبسيس للتواصل سنة 2014                        | مؤسسة ساينوبسيس للتواصل                                                                                  |
| 2014  | تحدي ليغو "ابنِ للخير" (بإلهام من برايغو) - سياتل                      | ليغو |
| 2014  | جائزة المبتكر الشاب سنة 2014                                          | منظمة وادي السيليكون المفتوحة                                                                            |
| 2014  | تكريم شهر التراث الآسيوي من إن بي سي و A.A.C.I سنة 2014               | شبكة إن بي سي و A.A.C.I                                                                                  |
| 2014  | تقدير خاص من الكونغرس الأمريكي                                        | مايك هوندا                                                                                               |
| 2014  | شارة اختيار المحرر في مهرجان الصناع                                   | مهرجان الصناع                                                                                            |
| 2014  | المشاركة في مهرجان الصناع في البيت الأبيض سنة 2014                    | البيت الأبيض                                                                                             |
| 2014  | عرض في برنامج الملكة لطيفة وتكريم من ليغو                             | برنامج الملكة لطيفة                                                                                      |
| 2014  | تنويه شرفي                                                            | جوائز التكنولوجيا                                                                                        |

## التغطية الإعلامية

### التلفاز
في الحادي والعشرين من شباط ٢٠١٤، بثّت قناة "سي إن إن إنترناشيونال" في برنامجها "كويست مينز بيزنس"، الذي قدمته ماغي لايك، مقابلة مع بانيرجي حول "برايغو" بعنوان: "الفتى العبقري يصنع طابعة بريل من ليغو".
في الثامن والعشرين من شباط ٢٠١٤، علّقت لايك عبر منصة تويتر قائلة: "هل سأعود لاحقًا وأقول إنني أجريت مقابلة مع ستيف جوبز أو بيل غيتس القادم؟".
في التاسع والعشرين من شباط ٢٠١٤، بثّ برنامج "باي إيريا براود" التابع لقناة "إن بي سي" والذي قدمه غارفين توماس، حلقة كاملة مخصصة لبانيرجي واختراعه "برايغو".
في الثالث عشر من أيّار ٢٠١٤، عرضت "إن بي سي" تحديثًا بعنوان "تحديثات باي إيريا براود" لإطلاع المشاهدين على آخر مستجدات "برايغو" منذ بثّ الحلقة السابقة في التاسع والعشرين من شباط. تضمن البرنامج مقاطع من فيديو حدث "بِلد فور غود" الرسمي التابع لشركة ليغو في سياتل والمنشور على يوتيوب.
في الخامس عشر من آذار ٢٠١٤، كرّم برنامج "ميليسا هاريس-بيري" على قناة "إم إس إن بي سي" بانيرجي بلقب "جندي الأسبوع".
في الرابع من آذار ٢٠١٤، أُتيحت مقابلة مع بانيرجي في برنامج "جانيتس بلانيت"، الذي تقدمه جانيت آيفي، بعنوان: "طابعة بريل من ليغو – مخترع برايغو في برنامج جانيتس بلانيت".
في الثالث والعشرين من حزيران ٢٠١٤، ظهر بانيرجي في برنامج "ذا كوين لطيفة شو"، حيث قُدمت له مفاجأة خاصة من شركة ليغو عبر كوين لطيفة التي منحته جائزة تكريمية خاصة، قائلة: "الملكة لطيفة تمنح جائزة خاصة لشوبهام بانيرجي، البالغ من العمر ١٢ عامًا، والذي ابتكر طابعة بريل منخفضة التكلفة من مكعبات ليغو".

### الإذاعة
في الثاني والعشرين من شباط ٢٠١٤، بثّت إذاعة "سي بي سي" مقابلة مع بانيرجي في برنامجها "آز إت هابنز" بعنوان: "طالب في الصف السابع من كاليفورنيا يصنع طابعة بريل من ليغو".
وفي اليوم نفسه، بثّت إذاعة "إن بي آر" مقابلة مع بانيرجي بعنوان: "فتى يصنع طابعة بريل من مكعبات ليغو".

## تأسيس شركة برايغو لابز
في شهر آب ٢٠١٤، تم تأسيس شركة "برايغو لابز" حيث أعلن بانيرجي أنه يعمل على النسخة التالية من طابعة بريل وأطلق عليها اسم "برايغو النسخة ٢.٠". وبما أنه قاصر، تم تسجيل والدته ماليني بانيرجي بصفتها رئيسة الشركة، بينما تم تسجيله هو كمؤسس. تم تسجيل كل من "برايغو" و"برايغو لابز" كعلامتين تجاريتين مملوكتين لشركة "برايغو لابز". ويقع مقر الشركة في بالو ألتو، ولاية كاليفورنيا.

### استثمار شركة إنتل
أُعجبت شركة "إنتل" كثيرًا بجهود بانيرجي، حيث أعلن مايك بيل، نائب الرئيس والمدير العام لقسم المنتجات الجديدة في الشركة، خلال منتدى مطوري إنتل (آي دي إف ٢٠١٤)، أن "إنتل" ستستثمر في شركة "برايغو لابز" للمساعدة في طرح الطابعة في الأسواق.
وخلال القمة العالمية لرأس المال الاستثماري التابعة لشركة "إنتل" عام ٢٠١٤، أُعلن أنه قد تم إغلاق جولة التمويل التأسيسية لشركة "برايغو لابز"، التي أسسها شوبهام بانيرجي.

### أصغر رائد أعمال يحصل على تمويل من رأس المال الاستثماري
في الرابع من تشرين الثاني ٢٠١٤، وخلال القمة العالمية لرأس المال الاستثماري التابعة لشركة إنتل، أعلنت شركة "إنتل كابيتال" أنها قد موّلت شركة "برايغو لابز"، وهي شركة ناشئة أسسها شوبهام بانيرجي. وقد أفاد جون بلاكستون من شبكة "سي بي إس نيوز" قائلاً: "طالب الصف الثامن هذا هو بالفعل نجم؛ أصغر شخص على الإطلاق يحصل على تمويل من رأس المال الاستثماري لشركة ناشئة"، وأضاف: "شوبهام بانيرجي هو من بين عدة عشرات من رواد الأعمال الذين حصلوا على تمويل من إنتل كابيتال يوم الثلاثاء، لكنه ربما الوحيد الذي أوصله والده إلى هناك"، بحسب ما أوردته صحيفة "سيليكون فالي بيزنس جورنال".
وذكر رئيس تحرير "فينتشر بيت" أن بانيرجي اضطر لأخذ يوم عطلة من مدرسته الإعدادية. وذلك لأنه لا يزال في الثالثة عشرة من عمره — مما يجعله، على الأرجح، أصغر شخص في تاريخ وادي السيليكون يحصل على تمويل من رأس المال الاستثماري. (وهو بالتأكيد الأصغر سنًا الذي يحصل على استثمار من "إنتل كابيتال"). كما ذكرت صحيفة "سان خوسيه ميركوري نيوز" على صفحتها الأولى في الرابع من تشرين الثاني ٢٠١٤: "وفي يوم الثلاثاء، أعلنت شركة إنتل كابيتال، الذراع الاستثماري العالمي للشركة، أنها استثمرت في شركة المراهق، مما يجعل من شوبهام أصغر رائد أعمال تقني في العالم يحصل على تمويل من رأس المال الاستثماري".
في مقال نُشر في صحيفة "وول ستريت جورنال" بعنوان "أرفيند سودهاني من إنتل كابيتال: الشركات الفريدة أصبحت نادرة أكثر فأكثر"، في الرابع من تشرين الثاني ٢٠١٤، سألت الصحفية ديبورا غيج: "لقد كنت في إنتل كابيتال لفترة طويلة. إلى متى ستواصل هذا العمل؟" فأجاب أرفيند سودهاني: "أنا أستمتع. لدينا سنة ناجحة. الجزء الممتع هو لقاء أشخاص مثل شوبهام بانيرجي الذين يمتلكون شغفًا بتحقيق أحلامهم ويشعرون بالارتياح مع أن هذا مجال محفوف بالمخاطر. ليس مجرد مخاطرة لنا، بل الأفراد أنفسهم يخوضون مخاطرة على المستوى الشخصي. أحب تحديد المخاطر — فمن المجزي تحقيق النجاح لاحقًا".
ووفقًا لما نقله جوني دود، مراسل مجلة "بيبول"، فقد صرّح متحدث باسم "إنتل كابيتال" قائلاً: "لقد موّلنا رواد أعمال شباب، لكن لا أحد بهذا العمر — بالتأكيد ليس في المرحلة الإعدادية". وقد أعلنت الشركة مؤخرًا عن اتفاق استثماري مع شركة بانيرجي "برايغو لابز"، والتي تُقدّر قيمتها، وفقًا لأحد المصادر، بعدة مئات الآلاف من الدولارات.

### العلاقة مع مايكروسوفت
تمت دعوة شوبهام بانيرجي من قبل شركة "مايكروسوفت" للمشاركة في معرض الطلبة للتكنولوجيا الذي أُقيم في الثالث عشر من أيّار ٢٠١٥ في مدينة نيويورك، لعرض مشروعه "برايغو". وبعد الحدث، نشرت "مايكروسوفت" أن شوبهام يعمل مع فريق "ويندوز" في الشركة لدمج "برايغو" مع نظام "ويندوز ١٠" لتسهيل نشر الحل الذي يقوم بتطويره. "الآن يعمل شوبهام على طرح النسخة الثانية من برايغو في السوق. لقد بدأ العمل مع زملائي في فريق ويندوز لدمج برامج تشغيل برايغو مع نظام ويندوز لتسهيل استخدامها".